# Terra (documentaire)
Pour les articles homonymes, voir Terra.
 (février 2020).
Si vous disposez d'ouvrages ou d'articles de référence ou si vous connaissez des sites web de qualité traitant du thème abordé ici, merci de compléter l'article en donnant les références utiles à sa vérifiabilité et en les liant à la section « Notes et références ».
Pour plus de détails, voir Fiche technique et Distribution.
Terra est un film documentaire écrit et réalisé par Yann Arthus-Bertrand avec Michael Pitiot, diffusé sur France 2 le 1er décembre 2015.

## Fiche technique
- Titre français : Terra
- Réalisation : Yann Arthus-Bertrand et Michael Pitiot
- Scénario : Michael Pitiot
- Montage : Laurence Buchmann
- Direction de production : Pierre Lallement
- Musique : Armand Amar
- Société(s) de production : CALT Productions, Hope Production
- Société(s) de distribution : France Télévisions (France)
- Pays d’origine :  France
- Langue originale : français
- Format : couleur — 35 mm — 1.78,1 — son Dolby Digital
- Genre : documentaire
- Durée : 98 minutes
- Dates de sortie :
  - France : 1er décembre 2015

## Distribution
- Vanessa Paradis : narratrice